# Bob Geldof
Pour les articles homonymes, voir Geldof.
Robert Frederick Zenon Geldof, dit Bob Geldof est un auteur-compositeur-interprète, acteur, musicien et militant politique irlandais. Né le 5 octobre 1951 , à Dún Laoghaire dans le comté de Dublin, il est d'abord le chanteur des Boomtown Rats, puis le co-organisateur avec Midge Ure du Live Aid en 1985 et de plusieurs concerts de charité. Il incarne également le rôle de Pink, personnage à la dérive, dans le film The Wall d'Alan Parker, qui reprend les chansons de l'album homonyme des Pink Floyd.
Son père, fils d'un immigrant belge, était vendeur ambulant et sa mère est morte alors qu'il avait sept ans, mort qu'il décrira plus tard comme étant « l'expérience la plus formatrice de sa vie ». Il a deux sœurs plus âgées. Aujourd'hui, Bob Geldof est membre de l'Africa Progress Panel, une fondation basée à Genève et qui était présidée par Kofi Annan.

## Les débuts
Il fit ses études au Blackrock College, près de Dublin, mais de son propre aveu il n'était pas un brillant élève. Sa première expérience professionnelle fut d'écrire dans un journal rock underground au Canada, tout en rêvant de devenir une star de rock. En 1975, il retourne à Dublin où il fonde un groupe avec ses amis : les Nightlife Thugs qui deviendront finalement les Boomtown Rats, groupe dont il est le chanteur. En 1977, ils signent chez Mercury Records, au moment même où le mouvement punk explose au Royaume-Uni. En s'inscrivant dans ce courant, les titres Rat Trap et I Don't Like Mondays rencontreront le succès dans les charts britanniques, mais aussi la controverse.
I Don't Like Mondays faisait référence à Brenda Ann Spencer, une jeune fille de seize ans qui, avec le 22 Long Rifle offert par son père pour Noël, ouvrit le feu fin janvier 1979 dans la cour d'une école primaire à San Diego en Californie. Elle blessa huit enfants, un officier de police et tua deux adultes. Lors de son arrestation, elle justifia son acte en disant : « Je n'aime pas les lundis » (I don't like mondays). Ce fait divers et surtout l'absence de motivations poussant l'ado à tuer ont inspiré les paroles de la chanson devenue no 1 des chants britanniques, dont le refrain était :
| « Tell me why? I don't like Mondays. I want to shoot The whole day down. » | « Dis-moi pourquoi ? Je n'aime pas les lundis Je veux tirer Sur toute la journée. » |

Après cela, Bob Geldof se fit connaître comme un porte-parole haut en couleur de la musique rock. À la première apparition de The Boomtown Rats dans l'émission irlandaise The Late Late Show diffusée sur Telefís Éireann, une pluie de protestations des spectateurs s'est abattue. Il fut aussi occasionnellement acteur, mais avec un rôle phare : l'interprétation de Pink, le héros du film Pink Floyd The Wall, adaptation cinématographique de l'album The Wall du groupe Pink Floyd. Il est également le personnage principal du court-métrage I am Bob (2007), de Donald Rice.

## Les concerts de charité

### LeBand Aid
En 1984, la carrière des Boomtown Rats décline. Bob Geldof réduit considérablement son activité d'auteur-compositeur-interprète pour se consacrer au "charity business". En novembre, Bob Geldof voit à la BBC un reportage de Michael Buerk sur la famine en Éthiopie, déplorant le manque d'aide internationale. Bob réagit et contacte Midge Ure, chanteur du groupe Ultravox et ils écrivent ensemble la chanson Do They Know It's Christmas? Toujours en novembre, il est invité à BBC Radio one, mais au lieu de se consacrer comme prévu à la promotion de son nouvel album, il utilise son temps d'antenne pour faire valoir l'idée de réaliser un disque de charité en faveur et au bénéfice de l'Éthiopie. Les médias furent vite intéressés par cette générosité.
Pour interpréter le morceau, Bob Geldof et Midge Ure ont alors mis sur pied le Band Aid, un groupe réunissant les plus grandes stars de rock britanniques et irlandaises de l'époque, soit 45 personnes en tout : en faisaient partie Bono, George Michael, Simon Le Bon (chanteur du groupe anglais Duran Duran), Sting, David Bowie, Paul McCartney, Phil Collins pour les plus connus.
Geldof s'attendait à un succès modeste (il espérait 70 000 livres), au lieu de cela, les recettes furent très importantes. Au Royaume-Uni, le single s'était vendu à un million d'exemplaires en une semaine, et resté cinq semaines numéro un des charts et plus de trois millions d'exemplaires ont finalement été écoulés, faisant du titre la deuxième meilleure vente de tous les temps.
C'est ce succès qui a donné l'idée de la chanson We are the world (enregistrée le 28 janvier et sortie le 7 mars 1985), toujours dans le but de lever des fonds pour lutter contre la famine en Éthiopie. Coécrite par Michael Jackson, Stevie Wonder et Lionel Richie, elle rencontrera également un immense succès mondial. Geldof y chante quelques paroles à la fin du morceau.
Le 29 novembre 2004, un nouveau single est mis en vente (mêmes paroles, même musique, seuls les chanteurs changent), mais cette fois-ci contre la famine au Soudan. Le groupe est rebaptisé Band Aid 20 et reste composé de stars du rock de l'époque : Thom Yorke, Dido, Robbie Williams, etc.

### Le concertLive Aid
Fort du succès du Band Aid, Bob Geldof et Midge Ure décidèrent d'organiser une série de concerts, toujours pour recueillir des fonds afin de lutter contre la famine en Éthiopie. Il y eut des initiatives à Sydney ou à Moscou, mais les principaux concerts eurent lieu au stade de Wembley à Londres (environ 72 000 spectateurs) et au stade JFK à Philadelphie (environ 90 000 spectateurs). À cette occasion, le monde de la musique en général, et du rock en particulier, s'est trouvé fédéré autour d'une même cause, au-delà de leurs égos : la famine en Éthiopie. Paul McCartney ; David Bowie ; Black Sabbath ; Judas Priest ; Sting ; Elton John ; Tina Turner ; Les Rolling Stones ; Dire Straits ; George Michael ; mais surtout Queen et leur leader Freddie Mercury qui réalisa ce jour-là, de l'avis même de Bob Geldof et des médias, la prestation scénique la plus flamboyante ; ou encore ce jeune groupe irlandais émergent, U2, qui allait durablement marquer les consciences. Led Zeppelin était également présent en se reformant pour la première fois depuis leur séparation, avec Phil Collins à la batterie. Chaque artiste dispose à cette occasion du même temps d'interprétation, soit environ 20 minutes, ainsi que du même éclairage et du même matériel de diffusion sonore.
L'ensemble a été retransmis en direct à la télévision dans plus de cent pays pour un total cumulé de 1,5 milliard de téléspectateurs. En France, le concert de Wembley a été retransmis en direct non pas à la télévision, mais au Palais omnisports de Paris-Bercy.
À cette occasion, les téléspectateurs étaient invités à téléphoner et à faire des promesses de dons. Finalement, on estime que ces concerts ont rapporté environ 150 millions de livres sterling de l'époque (à peu près 245,4 million de $).
C'est à la suite de cela que Bob Geldof fut décoré de l'Ordre de l'Empire britannique (KBE) par la reine Élisabeth II.
En juillet 2020, 35 ans plus tard, il déclare que ce concert lui a gâché la vie et l'a empêché de continuer la musique comme il aurait voulu.

### Les concerts Live 8

Bob Geldof en séance de dédicace pour le DVD du Live 8.

Le 31 mars 2005, Bob Geldof annonce la tenue d'une série de concerts le 2 juillet 2005 nommés « Live 8 ». Le 8 faisant référence aux G8 sur lequel il entend faire pression en vue d'annuler la dette des pays pauvres, notamment ceux d’Afrique. Les concerts se tiennent à Londres au Royaume-Uni, Berlin en Allemagne, Rome en Italie, Tokyo au Japon, Johannesbourg en Afrique du Sud, Moscou en Russie, Philadelphie aux États-Unis, Barrie au Canada et Versailles en France le 2 juillet et quelques jours plus tard à Édimbourg en Écosse. Le G8 se tient le 6 juillet à Perthshire, en Écosse.

## Critiques
Bob Geldof a beaucoup œuvré pour l'Afrique, mais pour le Band Aid, il lui a été reproché qu'aucun artiste africain n'y figure. Concernant le Live 8, seul le chanteur sénégalais Youssou N'Dour était initialement prévu, mais finalement un concert a été rajouté à Johannesbourg avec des artistes sud-africains, comme les Mahotella Queens et Lucky Dube.
En 2007, une « compilation anti-Geldof » titrée Live8 without the fantasy est produite par le label de metal extrême Supernal Music. Cette production est composée de deux CD et de vingt-et-une chansons de vingt-et-un groupes de black metal et dark ambient et dénonce « cette idéologie répugnante qui se terre derrière les grossières diatribes de Geldof et l'universalisme ronflant associés à la campagne bien-pensante contre la pauvreté. »,

## Récompenses
En 2005, il est lauréat du prix Nord-Sud du Conseil de l'Europe.
Il possède un diplôme honorifique en musique de l'Université de Londres-Est.

## Discographie
Singles
- “This Is the World Calling” (1986)
- “Love Like a Rocket” (1987)
- “Heartless Heart” (1987)
- “I Cry Too” (1987)
- “In the Pouring Rain” (1987)
- “The Great Song of Indifference” (1990)
- “Love or Something” (1990)
- “A Gospel Song” (1990)
- “Room 19” (1992)
- “My Hippy Angel” (1992)
- “Yeah, Definitely” (1993)
- “Crazy” (1994)
- “Rat Trap” (1996)
- “Pale White Girls” (2002)
- “Silly Pretty Thing” (2011)
- “Here’s to You” (2011)

Albums
- Deep in the Heart of Nowhere (1986)
- The Vegetarians of Love (1990)
- Happy Club (1992)
- Sex Age & Death (2002)
- How to Compose Popular Songs That Will Sell (2011)

Compilations
- Loudmouth - The Best of Bob Geldof & The Boomtown Rats (1987)
- Greatest Hits (1992)
- The Best of Bob Geldof (2002)

Collaborations
- Band Aid - Do They Know It’s Christmas? (1984)
- Live Aid - Live Aid (1985)
- Pavarotti & Friends - Pavarotti & Friends (1992)
- Africa Progress Panel - Africa Progress Panel (2005)

Note : Cette discographie est non exhaustive et peut ne pas inclure toutes les chansons et les albums de Bob Geldof.

## Filmographie
- 1982 : The Wall d'Alan Parker : Pink
- 1997 : Diana & Me de David Parker : Lui-même
- 2012 : Mauvaise Fille de Patrick Mille : Georges

### Musique de film
- 2000 : L'Étrange histoire d'Hubert (Rat) de Steve Barron

## Dans la littérature
- Dans le conte Le Jour du Jugement Dernier, dans le recueil Les Mémoires de Satan et autres contes loufoques de Pierre Cormon, Dieu essaie de juger Bob Geldof (orthographié Gedolf) mais n'y parvient pas.